# Patescospora separans
Patescospora separans är en svampart som beskrevs av Abdel-Wahab & El-Shar. 2002. Patescospora separans ingår i släktet Patescospora och familjen Aliquandostipitaceae.   Inga underarter finns listade i Catalogue of Life.